# Реймон Радиге
Реймо̀н Радигѐ (на френски: Raymond Radiguet) е френски писател.

## Биография
Той е роден на 18 юни 1903 година в Сен Мор край Париж. През 1917 година напуска училище и започва да се занимава с журналистика и литература, сближавайки се с видни парижки модернисти, като Пабло Пикасо, Макс Жакоб, Жан Юго, Хуан Грис и най-вече Жан Кокто.
Радиге става известен с романите си „Дявол в тялото“ („Le Diable au corps“, 1923) и публикувания посмъртно „Балът на граф Д'Оржел“ („Le bal du Comte d'Orgel“, 1924).
На 12 декември 1923 година Реймон Радиге умира едва двадесетгодишен от коремен тиф в Париж.